# Shane Filan
Shane Steven Filan (5 de julho de 1979, Sligo, Irlanda) é um cantor, compositor e membro da boy band irlandesa Westlife. Após o fim do grupo Filan lançou três álbuns solo, You and Me (2013), Right Here (2015) e Love Always (2017).

## Biografia
Antes de Westlife, Egan e Feehily estavam com Shane em uma banda conhecida como I.O.U (ou IOYOU) com outros Sligonianos Derrick Lacey, Keighron Graham e Michael "Miggles" Garrett. Ele escreveu, em parte, a música "Together Girl Forever" do I.O.U. Por seis meses, Mae Filan, a mãe de Shane, tentou telefonar para Louis Walsh (que era o empresário do Boyzone). Eventualmente, ela foi capaz de falar com ele e falou sobre a banda de seu filho. Três deles foram descartados e os outros, Shane, Kian e Mark, juntaram-se para encontrar mais dois membros para a banda. Em seguida, apareceram Nicky Byrne e Brian McFadden para formar o Westside. O nome da banda depois mudou para Westlife depois que viram que várias bandas tinham o mesmo nome.
Shane, junto com Mark Feehily, foram os vocalistas principais no Westlife. Seu primeiro álbum foi lançado em novembro de 1999, intitulado Westlife. Com o grupo, Filan vendeu 50 milhões de discos no mundo inteiro e emplacou 14 singles número um no Reino Unido.
Em 20 de outubro de 2011, Westlife anunciou que iriam se separar no final de sua turnê Farewell Tour 2012. Shane mostrou interesse de ser um artista musical solo na sua vida diária. Em dezembro de 2011, a imprensa disse que Filan estava perto de fechar um acordo solo como várias gravadoras britânicas e que elas estão na briga para assinar o cantor. Ele e seu empresário Louis Walsh, têm estado em conversações com várias gravadoras em Londres naquele mês.
Em 2008, Shane não mostrou nenhum interesse sobre o planejamento de uma carreira solo. Em dezembro de 2012, foi anunciado que Shane firmou contrato de gravação com a Universal Music. Ele passou um tempo em Nashville compondo canções para impulsionar sua carreira solo. Em dezembro, teve um anúncio de que ele assinou um contrato com a gravadora London Records, que é uma parte da Universal Music Group.
Em 4 de julho de 2013, Filan revelou que o título de seu primeiro single é "Everything to Me" e o EP resultante tem outras três canções: "Everytime", "Today's Not Yesterday" e "Once". A data de lançamento também foi anunciada para 25 de agosto. Shane lançou seu primeiro álbum, You and Me, em 4 de novembro.
Em junho de 2015, foi noticiado que Filan tinha assinado contrato com a gravadora Warner Music. Em 10 de agosto, o primeiro single do segundo álbum de Filan, "Me and the Moon" foi lançado e noticiaram o título do novo álbum. Right Here foi lançado em 25 de setembro e alcançou a 1ª posição na parada de álbuns da Irlanda em sua primeira semana de lançamento. Em outubro, Shane lançou sua autobiografia My Side of Life onde ele fala sobre os bons e os maus momentos no Westlife e dos problemas financeiros.

## Vida pessoal
Shane é filho de Mae e Peter Filan e é o caçula de sete irmãos (Finbarr, Peter Jr, Liam, Yvonne, Denise e Mairead). Seus pais tem um restaurante pequeno chamado Carlton Cafe localizado na Castle Street e Shane trabalhava como garçon quando era mais jovem.
Ele estudou na escola secundária "Summerhill College", uma escola católica, junto com Mark e Kian. Eles se conhecem desde crianças. Também interpretou Danny Zuko de Grease (ele participou junto com Mark e Kian quando tinha 12 anos) e Artful Dodger de Oliver Twist no teatro da escola. Quando mais jovem, Shane levou troféus de "Salto de Demonstração", "Dança Irlandesa" e "Kickboxing". O "Hawkswell Theatre" (Teatro Hawkswell) significou muito na carreira de Shane, Mark e Kian. Filan era fã de Michael Jackson quando criança e inspirou ele a tentar uma carreira na música. Ele começou a ter vontade de fazer parte de uma boy band quando ouviu o álbum Backstreet's Back de Backstreet Boys.
Shane se casou com sua namorada de infância Gillian Walsh, prima de Kian Egan, em 28 de dezembro de 2003 na Abadia Ballintubber, seguido por uma recepção no Castelo Ashford, na Irlanda. Propôs Gillian em casamento em Dubai nos Emirados Árabes Unidos em dezembro de 2002. No dia 5 de julho de 2009, aniversário dele de 30 anos, Filan anunciou que ele e Gillian estavam esperando seu terceiro filho, Shane Peter, que nasceu em 22 de janeiro de 2010 e ganhou o nome do avô materno. Seus outros dois filhos são Nicole Rose (nasceu em 23 de julho de 2005 no "Sligo General Hospital") e Patrick Michael (nasceu em 14 de setembro de 2008 no mesmo hospital que a irmã).
Shane é fanático por golfe.
Ele e seu irmão mais velho, Finbarr, tem uma empresa de desenvolvimento de propriedade chamada Shafin Developments. A empresa foi colocada em liquidação em maio de 2012. Em junho, Shane declarou falência.
Filan é primo de segundo grau de Ryland Blackinton, guitarrista do Cobra Starship.

## Canções escritas ou co-escritas
- "Fragile Heart"
- "Bop Bop Baby"
- "I Wanna Grow Old With You"
- "Don't Say It's Too Late"
- "Love Crime"
- "How Does It Feel"
- "Crying Girl"
- "Reason For Living"
- "Miss You When I'm Dreaming"
- "Closer"
- "Too Hard To Say Goodbye"
- "Last Mile of the Way"

Essas músicas foram compostas por ele e o Brian McFadden para outros artistas. 
- "Listen Girl" - John Ostberg
- "Let Me Be the One" - Simon Casey (co-escrita com Gary Barlow)
- "Sei Parte Ormai Di Me" - Il Divo
- "The Music Won't Last/Music Won't Last" - Jerry Given

## Discografia

### Álbuns de estúdio
- You and Me (2013)
- Right Here (2015)
- Love Always (2017)

### Extended plays
- Everything to Me (2013)

### Singles
- "Everything to Me"
- "About You"
- "Knee Deep In My Heart"
- "Me and the Moon"
- "I Could Be" (com Nadine Coyle)
- "Unbreakable"
- "Heaven"